# 水島精二
水島精二（日语：／ Mizushima Seiji，1966年1月28日—）是日本動畫導演。東京都府中市出身。

## 經歷、人物
東京設計師學院畢業後，進入東京Animation Film，拜《哆啦A夢》、《烏龍少爺》攝影指導熊谷正弘為師。之後，以正式演出為目標，到日昇動畫做製作助理的工作。離開公司後，從事遊戲用影像製作後，轉移到動畫。
《變種危機》、《花丸幼稚园》以外執導的作品都是三間雅文擔任音效指導。另外，執導的全部作品都有小西克幸。
如果有參與分鏡製作、演出時，水島精二使用的名稱是或。
是帕妃的歌迷，《大江戶火箭》的主題曲更是由PUFFY演唱。另外，在《Newtype月刊》2007年8月號，有被PUFFY包圍露出滿臉笑容的水島照片。
尊敬的動畫監督是庵野秀明，因此被和庵野關係深刻的GAINAX委託擔任《花丸幼稚园》的導演時，因為可以嘗試和之前不同的方向性，就答應了。
2015年，榮獲第20回神戶動畫獎個人賞。
和同為動畫導演的水島努沒有親戚關係。

## 作品列表

### 電視動畫
- 城市猎人（1987－1991）：製作助理
- 新世纪福音战士（1995－1996）：演出（第9話）
- 秀逗魔導士NEXT（1996）：分鏡（第11、17、21、25話）、演出（第5、11、17、25話）
- 機動戰艦（1996）：演出（第13話）
- 麥哈GoGoGo（第2作）（1997）：分鏡（第27話）、演出（第4話）
- 秀逗魔導士TRY（1997）：分鏡、演出（第6話）
- 鲁邦三世 Walther P38（1997）：演出
- 幸運騎士L（1997）：分鏡（第3話）
- 大運動會（1997－1998）：分鏡、演出（第8、23話）
- 時空轉抄NAZCA（1998）：分鏡（第5話）
- 生化體（1998）：導演、分鏡（第1、8、12話）、演出（第1、12話）
- 宇宙海盜大冒險（1999）：分鏡、演出（第12話）
- 地球防衛企业（1999－2000）：導演、分鏡（第1、8、13、14、16、26話）、演出（第1、14、26話）
- 銀河冒險戰記（2000）：分鏡、演出（第13話）
- 永恆傳奇（2001）：分鏡（第7話）
- 變種危機（2001）：導演
- 學園戰記無量（2001）：分鏡（第8話）
- 銀河冒險戰記 胎動篇（2001）：分鏡、演出
- 機巧奇傳（2001）：分鏡（第21話）
- 通靈王（2001－2002）：導演、分鏡（第1、53、64話）、演出（第1、64話）
- 推理之绊（2002－2003）：分鏡（第18話）
- 宇宙星路（2003）：分鏡（第7、19話）
- 獸兵衛忍風帖（2003）：分鏡（第10話）
- 鋼之鍊金術師（2003－2004）：導演、分鏡（第1、9、44、51話）、演出（第25話）
- 勇者王FINAL GRAND GLORIOUS GATHERING（2005）：分鏡
- 交响诗篇（2005－2006）：分鏡（第37話）
- 大江戶火箭（2007）：導演、分鏡（第1、3、26話）、演出（第3話）
- 機動戰士GUNDAM00（2007－2008）：導演、分鏡（第1、3、14、19、21、24、25話）、演出（第25話）
- 機動戰士GUNDAM00 2nd Season（2008－2009）：導演、分鏡（第1、18、22、25話）、演出（第7、25話）
- 屍姬 赫（2008）：分鏡（第8話）
- 花丸幼稚园（2010）：導演、分鏡（第5話）
- 怪盗丽娅（2010）：音響監督
- UN-GO（2011）：導演
- 夏色奇蹟（2012）：導演
- 超人幻想（2015）：導演
- T宝的悲惨日常：梦幻篇（2015）：導演、演出（全13話）
- 沒有心跳的少女 BEATLESS（2018）：導演
- D4DJ First Mix（2020）：導演

### OVA
- 甲龍傳說（1992－1993）：演出
- 女神天國（1995）：演出
- 卒業 〜Graduation〜（1995）：演出（第1話）
- 勇者王FINAL（2000－2003）：分鏡（第4話）
- 鋼之鍊金術師 PREMIUM COLLECTION（2006）：導演
- Eschachron（2017）：总导演

### 劇場動畫
- 劇場版 鋼之鍊金術師 香巴拉的征服者（2005）：導演、分鏡
- 蘋果核戰記（2007）：分鏡
- 劇場版 機動戰士GUNDAM00 -A wakening of the Trailblazer-（2010）：導演
- 樂園追放 -Expelled from Paradise-（2014）：導演

### 遊戲
- 超真實麻雀系列：分鏡、演出

### 朗读剧
- Eschachron（2016）：监修